# Korimate (kommun)
Korimate (franska: Korimate (CR), Korimate (Commune Rurale), arabiska: كشولة) är en kommun i Marocko.   Den ligger i provinsen Essaouira och regionen Marrakech-Safi, i den centrala delen av landet, 400 km sydväst om huvudstaden Rabat. Antalet invånare är 10 834.